# Siphonoporella delicatissima
Siphonoporella delicatissima är en mossdjursart som först beskrevs av Busk 1861.  Siphonoporella delicatissima ingår i släktet Siphonoporella och familjen Steginoporellidae. Inga underarter finns listade i Catalogue of Life.